# Corgatha porphyrea
Corgatha porphyrea är en fjärilsart som beskrevs av George Francis Hampson 1910. Corgatha porphyrea ingår i släktet Corgatha och familjen nattflyn. Inga underarter finns listade i Catalogue of Life.